# 津軽模宏
津軽 模宏（つがる のりひろ）は、江戸時代中期から後期にかけての弘前藩士。通称の頼母（たのも）で知られる。

## 生涯
津軽寧都の六男として誕生。津軽範盛の養子となり、天明6年（1786年）に500石の家督を継いだ。寛政4年（1782年）に表書院番頭用人となり、寛政9年（1797年）に100石、翌寛政10年（1798年）にも200石の加増を受け、家老となった。寛政11年（1799年）には、藩校稽古館の2代目総司となった。
文化元年（1804年）、若年寄・堀田正敦より青森を20年間幕府で借り上げたいと申し出が来ると、津軽家の判断だけでなく近衛家の沙汰がなくてはいけないと抗弁し、借り上げを防いだ。文化4年（1807年）5月21日、ロシア船が択捉島の陣屋に来襲し、狼藉を働いた事件に関し、藩主・津軽寧親不在のため、総登城で会議を開き、一人で意見を取りまとめ、同月25日には大正竹内源太夫以下、500人の松前派遣を決定した。文政4年（1821年）の相馬大作事件、岩木山麓の鬼沢民次郎一揆なども模宏が対処した。

## 人物
書道に優れ、囲碁の名手であった。
「津軽十万石に過ぎたる名家老、天下の三大家老」と言われた。